# Грушенька Светлова

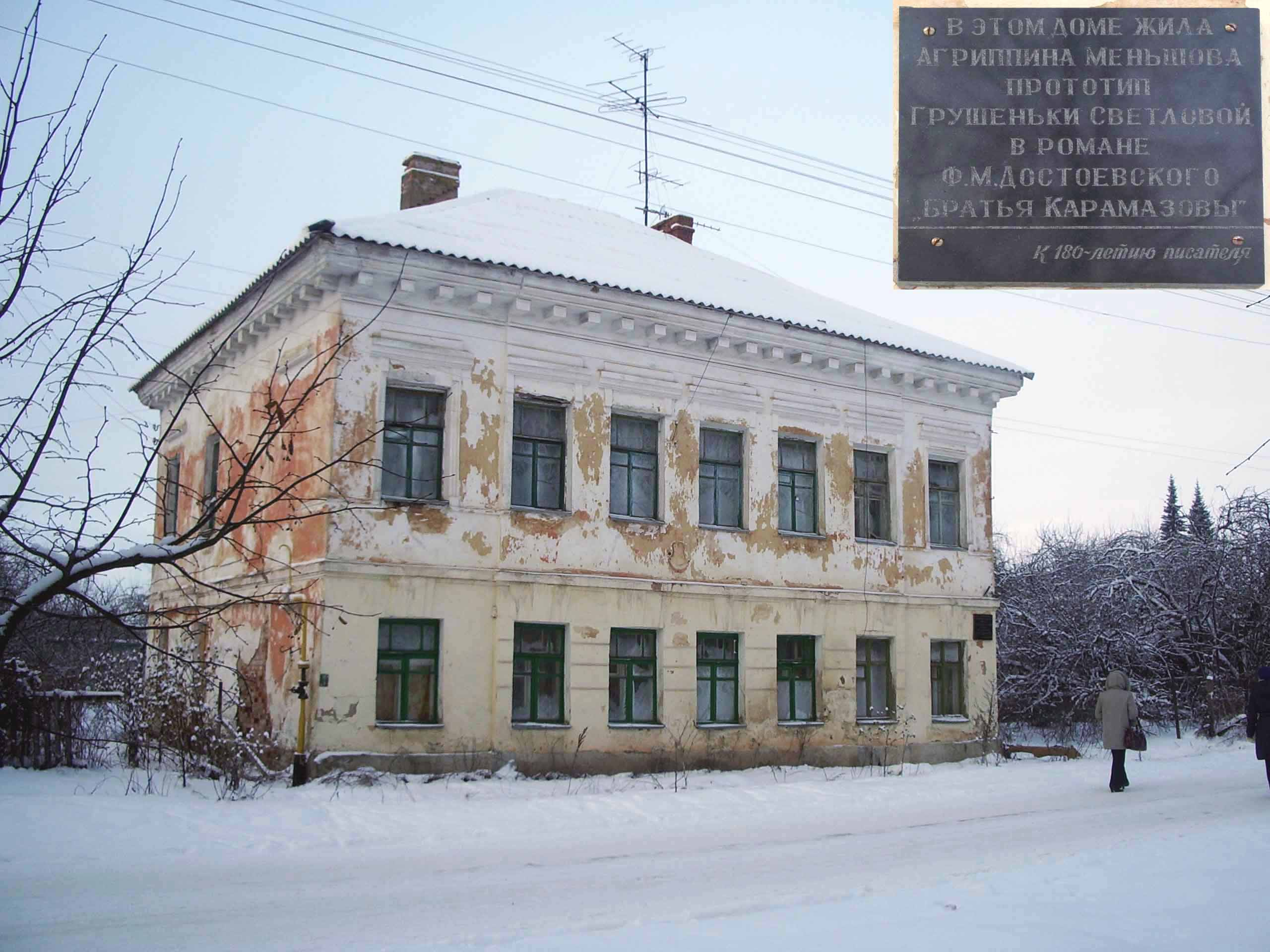
Дом Агриппины Меньшовой в Старой Руссе

Гру́шенька (Аграфе́на Алекса́ндровна Светло́ва)  — главный женский персонаж романа Фёдора Михайловича Достоевского «Братья Карамазовы». Предмет вожделения Фёдора Павловича Карамазова и его старшего сына Дмитрия.
Её происхождение и ранние годы жизни автор не описывает. Известно только, по слухам, что в 17 лет её обманул и впоследствии бросил некий поляк пан Муссялович — проходимец и карточный шулер. От позора и нищеты Грушеньку спас богатый купец Самсонов, он же и привёз её в Скотопригоньевск. За четыре года новой жизни 

 из чувствительной, обиженной и жалкой сироточки вышла румяная, полнотелая русская красавица, женщина с характером смелым и решительным, гордая и наглая, понимавшая толк в деньгах, приобретательница, скупая и осторожная, правдами иль неправдами, но уже успевшая, как говорили про неё, сколотить свой собственный капиталец…
Именно Грушенька стоит в центре обстоятельств, которые привели к гибели Карамазова старшего и осуждению Мити Карамазова.
Как полагают исследователи творчества писателя, прототипом Грушеньки Светловой послужила Агриппина Ивановна Меньшова 1815 года рождения, хорошая знакомая Достоевских. Она проживала на противоположном от дома Достоевского берегу.

## В событиях романа
Грушенька стала содержанкой купца Кузьмы Самсонова, к которому не испытывает злобы и готова вернуть всё, что он ей подарил.
Несмотря на то, что считает младшего двоюродного брата неприятным человеком, не порывает отношения с ним.
Пять лет назад её оставил офицер-поляк, от которого она неожиданно получает известие, бросает всё и едет к нему в Мокрое. Однако он не оправдывает её ожиданий, и разговор заканчивается презрительными словами с её стороны.

## Характеристика
Исследователь русской литературы Кэнноскэ Накамура, многие годы занимавшийся изучением творчества Фёдора Михайловича Достоевского, причислил Грушеньку к одному из характерных для писателя типажей «женщины, которую унизили в молодости». Является содержанкой и обладает обострённым чувством собственного достоинства. Она готова к отпору по отношению к обидчикам, «в ней есть что-то дьявольское».
Грушенька «чиста душой и уравновешенна», «распутна и распущенна», при этом обладает «своеобразной благочестивостью» и не строит «злокозненных планов». Образ Грушеньки представляет собой женщину «гордую и без задних мыслей».
От равнодушия и глупой гордыни Грушеньку спасает запавшая в память история крестьянки о том, что помочь страждущим в аду можно с помощью луковички. Она приносит ей душевный покой.
В Грушеньке есть необходимая жизненная сила, она любит свет, решительна. В ней видна чистота, мешающая ей сделать что-то действительно гадкое.

## Прототип
Одним из прообразов Грушеньки, по мнению Накамуры, могла послужить Мария Египетская, христианская святая, считающаяся покровительницей кающихся женщин. В Александрии она была блудницей, но в Иерусалиме покаялась в своих грехах и сорок семь лет молилась о спасении.

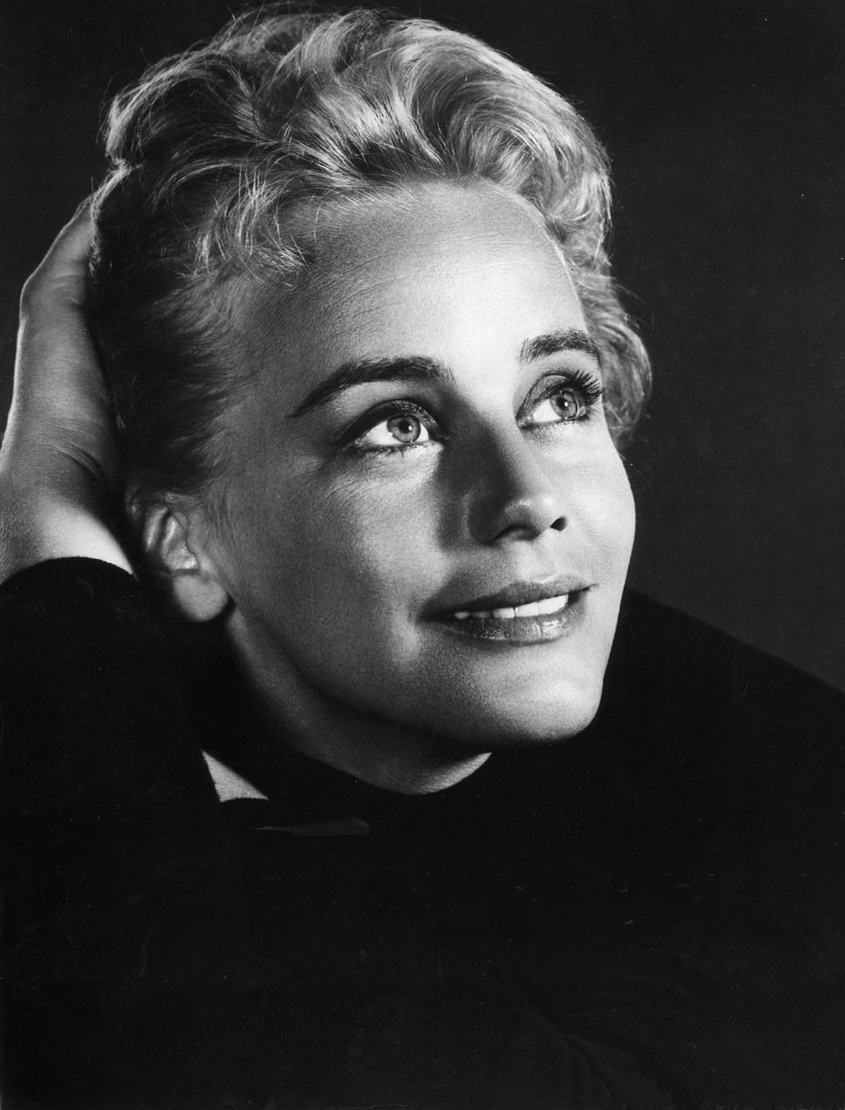
Мария Шелл в роли Грушеньки

## Грушенька в экранизациях
- 1931 — Анна Стэн в фильме «Убийца Дмитрий Карамазов»
- 1931 — Анна Стэн в фильме «Братья Карамазовы» (Les Frères Karamazoff)
- 1958 — Мария Шелл в фильме «Братья Карамазовы»
- 1968 — Лионелла Пырьева в фильме Ивана Пырьева
- 2009 — Елена Лядова в телесериале «Братья Карамазовы»

## Воплощение образа в театре
- Мария Германова, 1910
- Мария Казарес, 1945
- Марина Орлова
- Людмила Микаэль
- Александра Ребенок, 2013
- Теона Дольникова, 2018
- Екатерина Гусева, 2019
- Вера Свешникова, 2019
- Анастасия Стоцкая, 2023